# سلیم (عربستان)
سلیم یک منطقهٔ مسکونی در عربستان سعودی است که در استان مکه واقع شده‌است.